# Рейхлин-Мельдегг, Карл Александр фон
Фрайгерр Карл Алекса́ндр Мари́я фон Ре́йхлин-Ме́льдегг (нем. Carl Alexander Maria Freiherr von Reichlin-Meldegg; 22 февраля 1801, Графенау, Бавария — 16 февраля 1877, Гейдельберг) — германский богослов и философ
, преподаватель и духовный писатель.

## Биография
Родился в знатной семье. Среднее образование получил в гимназии во Фрайбурге, затем в 16-летнем возрасте поступил в местный университет, где изучал католическое богословие и получил степень доктора богословия. 
В 1822 году габилитировался, после чего преподавал в этом же университете и дослужился до звания ординарного профессора. Однако его лекции отличались весьма либеральным с точки зрения католицизма подходом к богословию, в связи с чем он был вынужден сначала перейти преподавать на философский факультет, а затем и вовсе был изгнан из Фрайбургского университета. Одновременно с этим Рейхлин порвал и с католичеством, перейдя в протестантскую веру и в 1832 году переехав в Гейдельберг, где начал преподавать в качестве почётного доктора. В 1839 году стал экстраординарным, в 1840 году — ординарным профессором церковной истории и философии. Был известен как последовательный критик католицизма.

## Сочинения
Из сочинений Рейхлина, написанных в духе рационализма, главные: «Psychologie des Menschen» (Гейдельберг, 1837—38), «System der Logik» (B., 1870), «Gottlieb Paulus und seine Zeit» (Штутгарт, 1853) и (вместе с Кортюмом) «Geschichte Europas im Uebergang vom Mittelalter zur Neuzeit» (Штутгарт, 1861). Автобиография Рейхлина издана под заглавием «Жизнь одного бывшего римско-католического священника» (нем. Das Leben eines ehemaligen römisch-katholischen Priesters; Гейдельберг, 1874).